# Billboard Mainstream Top 40

Logo von Billboard

Die Mainstream Top 40 sind US-Airplay-Charts, die von Billboard erstellt werden. Oft werden die Charts auch nur als Pop Songs bezeichnet. Die Liste ist auf billboard.com kostenpflichtig einsehbar.

## Berechnung
Die Songs werden danach gelistet, wie oft sie innerhalb einer Woche bei den gewerteten CHR-Radiostationen gespielt worden sind. Songs außerhalb der Top 20 werden nach 20 Chartwochen in die Top 40 Mainstreams Recurrents verschoben. Gleiches geschieht mit Songs, die sich nach 52 Chartwochen außerhalb der Top 10 befinden und ihre Höchstplatzierung bereits erreicht haben.